# Satz von der monotonen Konvergenz
Der Satz von der monotonen Konvergenz, auch Satz von Beppo Levi genannt (nach Beppo Levi), ist ein wichtiger Satz aus der Maß- und Integrationstheorie, einem Teilgebiet der Mathematik. Er trifft eine Aussage darüber, unter welchen Voraussetzungen sich Integration und Grenzwertbildung vertauschen lassen.

## Mathematische Formulierung
Sei {\displaystyle (\Omega ,{\mathcal {S}},\mu )} ein Maßraum. Ist {\displaystyle (f_{n})_{n\in \mathbb {N} }} eine Folge nichtnegativer, messbarer Funktionen {\displaystyle f_{n}\colon \Omega \to [0,\infty ]}, die μ-fast überall monoton wachsend gegen eine messbare Funktion {\displaystyle f\colon \Omega \to [0,\infty ]} konvergiert,  so gilt
{\displaystyle \int _{\Omega }f\ \mathrm {d} \mu =\lim _{n\to \infty }\int _{\Omega }f_{n}\ \mathrm {d} \mu .}

### Variante für fallende Folgen
Ist {\displaystyle (f_{n})_{n\in \mathbb {N} }} eine Funktionenfolge nichtnegativer, messbarer Funktionen {\displaystyle f_{n}\colon \Omega \to [0,\infty ]} mit {\displaystyle \int _{\Omega }f_{1}\ \mathrm {d} \mu <\infty }, die μ-fast überall monoton fallend gegen eine messbare Funktion {\displaystyle f\colon \Omega \to [0,\infty ]} konvergiert, so gilt ebenso
{\displaystyle \int _{\Omega }f\ \mathrm {d} \mu =\lim _{n\to \infty }\int _{\Omega }f_{n}\ \mathrm {d} \mu .}

## Beweisidee
Dass die rechte Seite kleinergleich der linken ist, folgt aus der Monotonie des Integrals. Für den Beweis maßgeblich ist also die andere Richtung: Diese lässt sich etwa zuerst für einfache Funktionen zeigen und von da aus auf allgemeine messbare Funktionen übertragen.

## Wahrscheinlichkeitstheoretische Formulierung
Sei {\displaystyle (\Omega ,{\mathcal {A}},P)} ein Wahrscheinlichkeitsraum und {\displaystyle (X_{n})_{n\in \mathbb {N} }} eine nichtnegative, fast sicher monoton wachsende Folge von Zufallsvariablen, dann gilt für ihre Erwartungswerte
{\displaystyle \lim _{n\to \infty }\operatorname {E} (X_{n})=\operatorname {E} \left(\lim _{n\to \infty }X_{n}\right)}.
Eine analoge Aussage gilt auch für bedingte Erwartungswerte: Ist {\displaystyle {\mathcal {G}}\subset {\mathcal {A}}} eine Teil-{\displaystyle \sigma }-Algebra und {\displaystyle \lim _{n\to \infty }X_{n}} integrierbar, so gilt fast sicher
{\displaystyle \lim _{n\to \infty }\operatorname {E} (X_{n}\mid {\mathcal {G}})=\operatorname {E} \left(\lim _{n\to \infty }X_{n}\mid {\mathcal {G}}\right).}

## Anwendung des Satzes auf Funktionenreihen
Sei {\displaystyle (\Omega ,{\mathcal {S}},\mu )} wieder ein Maßraum. Für jede Folge {\displaystyle (f_{n})_{n\in \mathbb {N} }} nichtnegativer, messbarer Funktionen {\displaystyle f_{n}\colon \Omega \to [0,\infty ]} gilt
{\displaystyle \int _{\Omega }\sum _{n=1}^{\infty }f_{n}\ \mathrm {d} \mu =\sum _{n=1}^{\infty }\int _{\Omega }f_{n}\ \mathrm {d} \mu .}
Dies folgt durch Anwendung des Satzes auf die Folge {\displaystyle \textstyle s_{N}=\sum _{n=1}^{N}f_{n}} der Partialsummen. Da die {\displaystyle f_{n}} nichtnegativ sind, ist {\displaystyle (s_{N})_{N\in \mathbb {N} }} monoton wachsend.